# NGC 5309
NGC 5309 is een niet-bestaand object in het sterrenbeeld Maagd. Het hemelobject werd op 27 april 1887 ontdekt door de Amerikaanse astronoom Edward D. Swift.